# Earthlock: Festival of Magic
Earthlock: Festival of Magic är ett rollspel utvecklat av den norska spelutvecklaren Snowcastle Games för Microsoft Windows, macOS, Linux, Playstation 4, Xbox One, Wii U och Nintendo Switch. Xbox One-versionen lanserades den 1 september 2016 internationellt, medan Playstation 4 och Wii U lanserades senare.
PC / Mac-versionen, som ursprungligen var planerad att släppas samtidigt som Xbox One-utgåvan, skjutits upp till 27 september 2016. Spelet är planerat att vara den första volymen av en Earthlock-trilogi. En version för Nintendo Switch släpptes den 8 mars 2018.